# Röttenbach (Bechhofen)
Röttenbach ist ein Gemeindeteil des Marktes Bechhofen im Landkreis Ansbach (Mittelfranken, Bayern). Röttenbach liegt in der Gemarkung Birkach.

## Geografie
Das Dorf befindet sich mit dem westlich gelegenen Birkach in einer Lichtung, die ringsum von Wald umgeben ist: im Nordwesten die Brandlach, im Westen das Schwarzholz, im Süden das Walterholz, im Osten das Schenkenholz und im Nordosten der Ellenbach. Der Rohrbach (im Unterlauf Ellenbachgraben genannt) speist die südwestlich des Ortes gelegenen Altweiher, schließlich die Röttenbachweiher, um die das Dorf gebaut ist, und mündet 2,5 km weiter nordöstlich in die Wieseth.
Die Staatsstraße 2221 führt nach Fröschau (2,5 km nördlich) bzw. an Dennenlohe vorbei nach Unterschwaningen (6,5 km südlich). Die Staatsstraße 2222 führt nach Arberg (3 km östlich). Die Kreisstraße AN 54 führt nach Birkach (1 km westlich).

## Geschichte
Röttenbach lag im Fraischbezirk des ansbachischen Oberamtes Wassertrüdingen. Die Dorf- und Gemeindeherrschaft sowie die Grundherrschaft über alle Anwesen hatte das eichstättische Kasten- und Stadtvogteiamt Ornbau. Gegen Ende des 18. Jahrhunderts bestand der Ort aus 5 Anwesen (1 Mühle, 1 Hof, 1 Hof mit Bierzapfrecht, 2 Höflein). Außerdem gab es eine Kapelle und ein Gemeindehirtenhaus. Von 1797 bis 1808 unterstand der Ort dem Justiz- und Kammeramt Wassertrüdingen.
Infolge des Gemeindeedikts wurde Röttenbach dem 1809 gebildeten Steuerdistrikt und Ruralgemeinde Unterkönigshofen zugewiesen. 1818 kam der Ort an die neu gebildete Ruralgemeinde Birkach (1870 in Heinersdorf umbenannt). Im Zuge der Gebietsreform in Bayern wurde Röttenbach am 1. Juli 1971 nach Bechhofen eingemeindet.

### Baudenkmäler
- Haus Nr. 1: Gasthaus grüner Baum, eingeschossiges Wohnstallhaus, frühes 19. Jahrhundert[10]
- Haus Nr. 5: Wohnstallhaus, eingeschossiges massives Gebäude mit Steildach, im Kern 17. Jahrhundert, 1803 erneuert (bez.).[10]
- Kriegerdenkmal, Gedenkstein für die Gefallenen des Ersten Weltkriegs, nach 1918.[10]

### Einwohnerentwicklung
| Jahr      | 001818 | 001840 | 001861 | 001871 | 001885 | 001900 | 001925 | 001950 | 001961 | 001970 | 001987 | 002001 | 002011 | 002017 | 002023 |
| Einwohner | 38     | 50     | 43     | 35     | 40     | 45     | 44     | 49     | 44     | 48     | 37     | 32     | 34     | 28     | 24     |
| Häuser    | 7      | 9      |        |        | 8      | 8      | 8      | 9      | 9      |        | 10     |        |        |        |        |
| Quelle    | [ 12 ] | [ 13 ] | [ 14 ] | [ 15 ] | [ 16 ] | [ 17 ] | [ 18 ] | [ 19 ] | [ 20 ] | [ 21 ] | [ 22 ] | [ 23 ] |        | [ 24 ] | [ 1 ]  |

## Religion
Der Ort ist römisch-katholisch geprägt und bis heute nach St. Blasius (Arberg) gepfarrt. Die Protestanten sind nach St. Maria (Königshofen an der Heide) gepfarrt.